# Friedrich Köster

Friedrich Köster

Friedrich Burchard Köster (* 30. Juli 1791 in Loccum; † 16. November 1878 in Stade) war ein evangelischer Theologe und Hochschullehrer. Zuletzt war er Generalsuperintendent der Generaldiözese Bremen-Verden im Herzogtum Bremen und Herzogtum Verden.

## Leben
Köster verbrachte seine Kindheit in Osterode am Harz, wo sein Vater Rudolf Gottfried Köster Superintendent war. Er besuchte Schulpforte und studierte ab 1810 Theologie an der Georg-August-Universität Göttingen. Nach einer vorübergehenden Tätigkeit als Hauslehrer wurde er 1813 Repetent an der Universität Göttingen. 1817 promovierte er zum Dr. theol. 1819 wurde er Konventuale und Studiendirektor am Predigerseminar im Kloster Loccum.
1822 wurde er als o.Professor für Praktische Theologie an die Christian-Albrechts-Universität Kiel berufen. 1833/34 war er ihr Rektor. Sie verlieh ihm den Ehrendoktor der Theologie. In Kiel heiratete er 1822 Elise geb. Schlüter; die Ehe blieb kinderlos. Seine Zeit in Kiel bezeichnete Köster als die glücklichste seines Lebens.
Trotzdem der Lehrtätigkeit müde, nahm er 1839 das Angebot dankbar an, als Nachfolger Georg Alexander Rupertis Konsistorialrat und Generalsuperintendent in Stade zu werden. Der Vermittlungstheologie zugehörig, versuchte er dort zwischen den im Stader Raum vorherrschenden gegensätzlichen Strömungen der Erweckungsbewegung und Aufklärung zu vermitteln. Am 25. April 1860 wurde er emeritiert. Er starb mit 87 Jahren. Seine Frau überlebte ihn um fünf Jahre.

## Bedeutung
Köster brachte eine Reihe theologischer Schriften heraus. Dazu gehörten theoretische Werke wie Meletemata in Zachariae (1818), Immanuel, oder Charakteristik der neutestamentlichen Wundererzählungen (1821), Das Buch Hiob und der Prediger Salomo’s nach ihrer strophischen Anordnung übersetzt (1831) und Erläuterungen der heiligen Schrift Alten und Neuen Testaments aus den Klassikern, besonders aus Homer (1833). Weitere Werke waren Ergebnis aus seiner praktischen Lehrtätigkeit, wie die Geschichte des Studiums der praktischen Theologie auf der Universität Kiel (1825) und das Lehrbuch der Pastoralwissenschaft (1827).
Daneben war Köster auch historisch interessiert, was sich in einer Reihe von geschichtlichen Veröffentlichen niederschlug. Dazu gehören neben seiner Geschichte des Klosters Loccum (1822) und der Geschichte des Königlichen Consistoriums der Herzogthümer Bremen und Verden (1852) vor allem die Alterthümer, Geschichten und Sagen der Herzogthümer Bremen und Verden (1856). Auf Köster geht die 1856 erfolgte Gründung des Vereins für Geschichte und Alterthümer der Herzogthümer Bremen und Verden und des Landes Hadeln (heute Stader Geschichts- und Heimatverein) in Stade zurück. Während seiner Zeit in Kiel gehörte er zu den Gründungsmitgliedern der Gesellschaft für Schleswig-Holsteinische Geschichte.

## Schriften (Auswahl)
- Immanuel oder Characteristik der neutestamentlichen Wundererzählungen. Barth, Leipzig 1821.
- Das Christenthum, die höchste Vernunft. Kiel 1825.
- (Hrsg.): Geschichte des Studiums der practischen Theologie auf der Universität Kiel. Hammerich, Altona 1825.
- Lehrbuch der Pastoral-Wissenschaft. Marck, Kiel 1827.
- Das Buch Hiob und der Prediger Salomo's. Schleswig 1831.
- Die Psalmen nach ihrer strophischen Anordnung übersetzt. Bornträger, Königsberg 1837.
- Die Propheten des Alten und Neuen Testaments nach ihrem Wesen und Wirken dargestellt. Barth, Leipzig 1838.
- Die christliche Glaubenslehre des Herrn Dr. David Friedrich Strauß. Hahn, Hannover 1841.
- Die christliche Lehre von der Versuchung. Perthes, Gotha 1859.
- Alterthümer, Geschichten und Sagen der Herzogthümer Bremen und Verden, gesammelt und herausgegeben von Friedrich Köster. 2. Aufl. Nachdruck: Schuster, Leer 1976, ISBN 3-7963-0121-5.